# ミッキーのクリスマスの贈りもの
『ミッキーのクリスマスの贈りもの』（ミッキーのクリスマスのおくりもの、原題：Mickey's Once Upon a Christmas）は、1999年11月9日に発売されたアメリカのディズニー・テレビジョン・アニメーションが製作したアニメーション映画（オリジナルビデオ）。設定の多くは7〜10分の短編アニメシリーズ「ミッキーマウス・ワークス」に準じるスペシャル版。続編に「ポップアップ　ミッキー/すてきなクリスマス」がある。

## 概要
ミッキーマウス、ドナルドダック、グーフィーと仲間たちによるクリスマスを主題とした3つの短編エピソードで構成されているオムニバス作品。3作目「ミッキーとミニーの賢者の贈り物」はオー・ヘンリー「賢者の贈り物」のオマージュとなっている。
日本では2000年11月17日にブエナ ビスタ ホーム エンターテイメントから日本語吹き替え版のVHS（規格品番：VWSJ-4482）とDVD（規格品番：VWDS-4406）が発売されている。パッケージ裏のキャッチコピーは「ディズニーの仲間たちが勢ぞろい！大切なメッセージがいっぱいつまった心温まる3つの物語。」。

## ストーリー

### ドナルドのクリスマスは大変だ!（Donald Duck: Stuck on Christmas）
ドナルドの甥っ子であるヒューイ、デューイ、ルーイの3人は待ちに待っていたクリスマスに大はしゃぎ。昼はクリスマスプレゼントのソリで遊び回り夜はデイジーお手製のディナーに舌鼓。好き勝手しているうちにあっという間に寝る時間になってしまった。それでもまだ遊び足りない3人は「毎日をクリスマスにして欲しい」と夜空の星に願う。
そして翌朝、3人が目を覚ますと暦は12月25日。なんとクリスマス当日に戻っていた。明くる日も明くる日も迎えるのはクリスマスの朝。最初は永遠のクリスマスに歓喜する甥っ子たちだったが、やがて同じ出来事の繰り返しに気が狂いそうになる。堪りかねた3人はいつものいたずらで刺激を求めようとするが、度を超えたアクシデントの連続でクリスマスパーティーが台無しになってしまう。こっそり逃げようとするヒューイ達だったが、落ちていたドナルドからの手紙を読んだことで、クリスマスで本当に大切な事を知った3人は深く後悔し、「次のクリスマス」は皆の為に最高のクリスマスにする事を決意する。
朝早起きして朝食を用意したり、遊びに来たデイジーやスクルージ・マクダック、ガーティーおばさんを快く迎えるなど、甥っ子たちは良い子に振る舞う。いつもと態度の異なる甥っ子を訝しんだドナルドは問い正すが、甥っ子たちは夜ふかして作った船のソリをドナルドにプレゼントする。3人に急かされるがままデイジーと熱いキスを交わしたドナルド、そして仲間達は幸せに満ちたクリスマスの一夜を過ごした。
ドナルド達と最高のクリスマスを自分達で実現させたヒューイ、デューイ、ルーイに、ようやく12月26日の朝が訪れたのだった。

### グーフィーとマックスのサンタを探せ!（A Very Goofy Christmas）
クリスマス前日、グーフィーの息子のマックスは、サンタから最新のスノーボードをもらおうと、グーフィーと共にサンタクロース宛の速達を送る。ところが隣人のピートから、「サンタなんている訳ないだろう」と意地悪を言われてしまったマックスはサンタの存在に疑心暗鬼になる。
その夜、マックスはグーフィーに連れられて貧しい家庭をパーティーで盛り上げに訪れるが、そこへ現れたサンタの正体がグーフィーだと知りショックを受けてしまう。なんとか機嫌を直すべくサンタの存在を証明すると豪語するグーフィーに愛想を尽かすマックスだったが、徹夜でサンタを待ち続ける父の純粋な姿に心を揺さぶられる。
結局サンタの姿を捉えることができず、今度はグーフィーがショックを受け放心状態に。そこへ煙突から背丈の低いサンタが現れる。待望のサンタに喜ぶグーフィーだったが、その正体はマックスだった。自身を励まそうとしてくれた心優しい息子を抱きしめるグーフィー。そんな中、スレイベルの音と共に白みゆく夜明けの空を優しい光が彩る。本物のサンタクロースがソリに乗って現れたのだ。
クリスマスの朝。スノーボードをプレゼントされたマックスは、友達のジミーと一緒に遊ぶ。それを見たグーフィーは良い子に育ったと誇らしげに思うのだった。

### ミッキーとミニーの賢者の贈り物（Mickey & Minnie's Gift of the Magi）
クリスマスまで残り1日。ミッキーは、ミニーの宝物である懐中時計に合うチェーンを彼女にプレゼントして喜ばせたいと思っていた。一方、ミニーもミッキーに彼が大事にしているハーモニカを入れるケースをプレゼントしようと考えていた。
2人とも貧しい身分だったが互いへのプレゼントのためあくせく働き工面していた。しかし、ピートのツリーショップで働きつつチップを貯めていたミッキーは格安品をお客に勧めたことで上司のピートの怒りを買いクビになった挙句、ピートの不注意でショップは火事で倒産してしまう。その頃、「モーティマー・デパート」に勤務するミニーも「お店で最もよく働いた者に与えられるボーナス」としてモーティマー社長からフルーツケーキを与えられてしまう。
失業したミッキーは金を稼ぐ手段はないかとハーモニカを吹きながら思案に暮れる。そこへ音色を聞きつけた消防隊に頼まれ、クリスマスボランティアに参加することになり、ハーモニカの演奏でイベントを大成功させた。消防隊員から「そのハーモニカはとっても価値がある」と言われたミッキーは、プルートと共に閉店間際の宝石店へ駆け込みハーモニカとチェーンを交換するよう依頼する。
そしてクリスマスの夜、ミッキーとミニーはプレゼント交換をする。ミニーには金のチェーンが、ミッキーにはハーモニカのケースが贈られた。ミニーもプレゼントのために大切な時計を手放していたのだが、ミッキーのハーモニカがない事を知り悲観する。そんなミニーをミッキーは「僕には君が音楽さ」と慰める。互いを想う気持ちが最高のプレゼントであると実感した2人は「ボーナス」を囲んでクリスマスをお祝いするのであった。

## キャスト
| 役名                     | 英語版声優                                              | 日本語吹替          |
| ------------------------ | ------------------------------------------------------- | ------------------- |
| ミッキーマウス           | ウェイン・オルウィン                                    | 青柳隆志            |
| ドナルドダック           | トニー・アンセルモ                                      | 山寺宏一            |
| グーフィー               | ビル・ファーマー                                        | 島香裕              |
| プルート                 | ビル・ファーマー                                        | -                   |
| ミニーマウス             | ルシー・テイラー                                        | 水谷優子            |
| デイジーダック           | トレス・マクニール（第1話） ダイアン・ミシェル（第3話） | 土井美加            |
| チップ                   | トレス・マクニール                                      | 滝沢ロコ            |
| デール                   | コーリー・バートン                                      | 稲葉実              |
| マックス                 | ショーン・フレミング                                    | 常盤祐貴            |
| ピート                   | ジム・カミングス                                        | 大平透              |
| ヒューイ                 | ルシー・テイラー                                        | 坂本千夏            |
| デューイ                 | ルシー・テイラー                                        | 坂本千夏            |
| ルーイ                   | ルシー・テイラー                                        | 坂本千夏            |
| スクルージ・マクダック   | アラン・ヤング                                          | 北村弘一            |
| ガーティーおばさん       | トレス・マクニール                                      | -                   |
| フィガロ                 | フランク・ウェルカー                                    | -                   |
| モーティマー・マウス     | ジェフ・ベネット                                        | 牛山茂              |
| サンタクロース           | ジム・カミングス                                        | -                   |
| ビーグル・ボーイズ       | -                                                       | -                   |
| ミスター・アンダーソン   | グレッグ・バーガー                                      | 仲野裕              |
| ジミー・アンダーソン     | テイラー・デンプシー                                    | 津村まこと          |
| ホーレス・ホースカラー   | カメオ出演                                              | -                   |
| クララベル・カウ         | カメオ出演                                              | -                   |
| アンジェリーク           | カメオ出演                                              | -                   |
| 郵便屋                   | ジム・カミングス                                        | 北川勝博            |
| 買い物客                 | ジェフ・ベネット                                        | 稲葉実              |
| 警察官                   | ジム・カミングス                                        | 小形満              |
| 新聞の客                 | -                                                       | 北川勝博            |
| ジョージ                 | -                                                       | 仲野裕              |
| ジョージの友人           | -                                                       | 牛山茂              |
| ツリー・ショップの客     | パット・ムジック                                        | 稲葉実              |
| ツリー・ショップの客の子 | カイリー・デンプシー メイ・ホイットマン                 | 小暮英麻 津村まこと |
| デパートのアナウンス     | ジェフ・ベネット                                        | 仲野裕              |
| 消防署長                 | ジム・カミングス                                        | 稲葉実              |
| 消防隊員                 | エイプリル・ウィンチェル ジェフ・ベネット               | 小形満              |
| 店主                     | グレッグ・バーガー                                      | 北川勝博            |
| ナレーター               | ケルシー・グラマー                                      | 真地勇志            |

※その他の日本語吹き替え：森田育代、服部幸子

## テーマ曲
- おめでとうクリスマス
- ひいらぎ飾ろう
- サンタが街にやってくる
- ジングル・ベル

## スタッフ
ドナルドのクリスマスは大変だ!
- 監督：ブラッドリー・レイモンド
- 脚本：チャーリー・コーエン

グーフィーとマックスのサンタを探せ!
- 監督：ジュン・ファルカンシュタイン（英語版）、ビル・スピアーズ
- 脚本：スコット・ゴードン&トム・ナンス、カーター・クロッカー

ミッキーとミニーの賢者の贈り物
- 監督：トビー・シェルトン
- 原作：オー・ヘンリー
- 脚本：リチャード・クレイ、テンプル・マシューズ

## 日本語版制作スタッフ
- 翻訳：杉田朋子
- 演出：加藤敏
- 音楽演出：深澤茂行
- 録音制作：東北新社
- 制作監修：津司大三
- 日本語版制作：DISNEY CHARACTER VOICES INTERNATIONAL, INC.